# Lodewijk Victor van Oostenrijk
Aartshertog Lodewijk Victor Jozef Antoon van Oostenrijk (Duits: Erzherzog Ludwig Viktor Joseph Anton von Österreich; Wenen, 15 mei 1842 - Kleßheim, 18 januari 1919) was de jongste zoon van aartshertog Frans Karel en de jongste broer van keizer Frans Jozef I.

## Biografie
Hij werd geboren in Wenen, twee jaar nadat zijn zusje aartshertogin Maria Anna was overleden op vierjarige leeftijd en zijn moeder, aartshertogin Sophie, dat jaar een doodgeboren zoon baarde. Tijdens de revoluties van 1848 en de Weense Oktoberopstand vluchtten aartshertog Lodewijk Victor en zijn familie naar Innsbruck en vervolgens naar Olmütz. Hij trad naar verwachting in militaire dienst en werd tot Generaal der Infanterie benoemd, maar had geen interesse voor politiek.

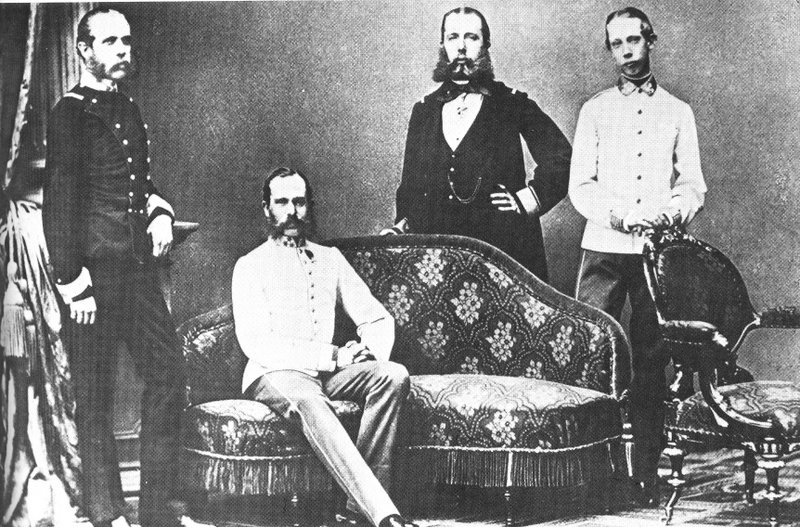
Lodewijk Victor (rechts) met zijn broers rond 1860

Lodewijk Victor keurde de ambities van zijn broer Maximiliaan in Mexico af, en vooral diens intentie om hem uit te huwelijken aan Isabella van Brazilië, de dochter van keizer Peter II van Brazilië. Hij spendeerde zijn tijd daarentegen aan de opbouw van zijn eigen kunstverzameling en liet architect Heinrich von Ferstel een paleis voor hem bouwen op de Schwarzenbergplatz in Wenen, namelijk Paleis aartshertog Lodewijk Victor, waar hij homoseksuele soirees organiseerde.
Ondanks zijn moeders inspanningen om een huwelijk te regelen met haar nichtje hertogin Sophie in Beieren, de zus van keizerin Elisabeth, bleef hij zijn hele leven ongehuwd. Als gevolg van zijn openlijke homoseksualiteit en travestie, die ontaardde in een vechtpartij in het Centraal Badhuis van Wenen, verbood de keizer hem nog in Wenen te blijven. Uiteindelijk verhuisde hij naar Slot Kleßheim bij Salzburg, waar hij zich ontpopte tot een filantroop en beschermheer van de kunst. Hij overleed er in 1919 op 76-jarige leeftijd.

## Kwartierstaat
| Keizer Leopold II (1747-1792) | Keizer Leopold II (1747-1792) | Keizer Leopold II (1747-1792) | Keizer Leopold II (1747-1792) | Keizer Leopold II (1747-1792)            | Keizer Leopold II (1747-1792)            | Marie Louise van Bourbon (1745-1792)     | Marie Louise van Bourbon (1745-1792)     | Marie Louise van Bourbon (1745-1792)     | Marie Louise van Bourbon (1745-1792)     | Marie Louise van Bourbon (1745-1792)   | Marie Louise van Bourbon (1745-1792)   |                                        |                                        | Ferdinand I der Beide Siciliën (1751-1825) | Ferdinand I der Beide Siciliën (1751-1825) | Ferdinand I der Beide Siciliën (1751-1825)     | Ferdinand I der Beide Siciliën (1751-1825)     | Ferdinand I der Beide Siciliën (1751-1825)     | Ferdinand I der Beide Siciliën (1751-1825)     | Maria Carolina van Oostenrijk (1752-1814)      | Maria Carolina van Oostenrijk (1752-1814)      | Maria Carolina van Oostenrijk (1752-1814) | Maria Carolina van Oostenrijk (1752-1814) | Maria Carolina van Oostenrijk (1752-1814) | Maria Carolina van Oostenrijk (1752-1814) |                                           |                                           | Frederik Michael van Palts-Birkenfeld (1724-1767) | Frederik Michael van Palts-Birkenfeld (1724-1767) | Frederik Michael van Palts-Birkenfeld (1724-1767) | Frederik Michael van Palts-Birkenfeld (1724-1767) | Frederik Michael van Palts-Birkenfeld (1724-1767) | Frederik Michael van Palts-Birkenfeld (1724-1767) | Maria Francisca van Palts-Sulzbach (1724-1794) | Maria Francisca van Palts-Sulzbach (1724-1794) | Maria Francisca van Palts-Sulzbach (1724-1794) | Maria Francisca van Palts-Sulzbach (1724-1794) | Maria Francisca van Palts-Sulzbach (1724-1794) | Maria Francisca van Palts-Sulzbach (1724-1794) |                                |                                | Karel Lodewijk van Baden (1755-1801) | Karel Lodewijk van Baden (1755-1801) | Karel Lodewijk van Baden (1755-1801)       | Karel Lodewijk van Baden (1755-1801)       | Karel Lodewijk van Baden (1755-1801)       | Karel Lodewijk van Baden (1755-1801)       | Amalia van Hessen-Darmstadt (1754-1832)    | Amalia van Hessen-Darmstadt (1754-1832)    | Amalia van Hessen-Darmstadt (1754-1832) | Amalia van Hessen-Darmstadt (1754-1832) | Amalia van Hessen-Darmstadt (1754-1832) | Amalia van Hessen-Darmstadt (1754-1832) |  |  |  |  |  |  |  |  |  |  |  |  |  |  |  |  |  |  |  |  |  |  |  |  |  |  |  |  |  |  |  |  |  |  |  |  |  |  |  |  |  |  |  |  |  |  |  |  |
| Keizer Leopold II (1747-1792) | Keizer Leopold II (1747-1792) | Keizer Leopold II (1747-1792) | Keizer Leopold II (1747-1792) | Keizer Leopold II (1747-1792)            | Keizer Leopold II (1747-1792)            | Marie Louise van Bourbon (1745-1792)     | Marie Louise van Bourbon (1745-1792)     | Marie Louise van Bourbon (1745-1792)     | Marie Louise van Bourbon (1745-1792)     | Marie Louise van Bourbon (1745-1792)   | Marie Louise van Bourbon (1745-1792)   |                                        |                                        | Ferdinand I der Beide Siciliën (1751-1825) | Ferdinand I der Beide Siciliën (1751-1825) | Ferdinand I der Beide Siciliën (1751-1825)     | Ferdinand I der Beide Siciliën (1751-1825)     | Ferdinand I der Beide Siciliën (1751-1825)     | Ferdinand I der Beide Siciliën (1751-1825)     | Maria Carolina van Oostenrijk (1752-1814)      | Maria Carolina van Oostenrijk (1752-1814)      | Maria Carolina van Oostenrijk (1752-1814) | Maria Carolina van Oostenrijk (1752-1814) | Maria Carolina van Oostenrijk (1752-1814) | Maria Carolina van Oostenrijk (1752-1814) |                                           |                                           | Frederik Michael van Palts-Birkenfeld (1724-1767) | Frederik Michael van Palts-Birkenfeld (1724-1767) | Frederik Michael van Palts-Birkenfeld (1724-1767) | Frederik Michael van Palts-Birkenfeld (1724-1767) | Frederik Michael van Palts-Birkenfeld (1724-1767) | Frederik Michael van Palts-Birkenfeld (1724-1767) | Maria Francisca van Palts-Sulzbach (1724-1794) | Maria Francisca van Palts-Sulzbach (1724-1794) | Maria Francisca van Palts-Sulzbach (1724-1794) | Maria Francisca van Palts-Sulzbach (1724-1794) | Maria Francisca van Palts-Sulzbach (1724-1794) | Maria Francisca van Palts-Sulzbach (1724-1794) |                                |                                | Karel Lodewijk van Baden (1755-1801) | Karel Lodewijk van Baden (1755-1801) | Karel Lodewijk van Baden (1755-1801)       | Karel Lodewijk van Baden (1755-1801)       | Karel Lodewijk van Baden (1755-1801)       | Karel Lodewijk van Baden (1755-1801)       | Amalia van Hessen-Darmstadt (1754-1832)    | Amalia van Hessen-Darmstadt (1754-1832)    | Amalia van Hessen-Darmstadt (1754-1832) | Amalia van Hessen-Darmstadt (1754-1832) | Amalia van Hessen-Darmstadt (1754-1832) | Amalia van Hessen-Darmstadt (1754-1832) |  |  |  |  |  |  |  |  |  |  |  |  |  |  |  |  |  |  |  |  |  |  |  |  |  |  |  |  |  |  |  |  |  |  |  |  |  |  |  |  |  |  |  |  |  |  |  |  |
|                               |                               |                               |                               |                                          |                                          |                                          |                                          |                                          |                                          |                                        |                                        |                                        |                                        |                                            |                                            |                                                |                                                |                                                |                                                |                                                |                                                |                                           |                                           |                                           |                                           |                                           |                                           |                                                   |                                                   |                                                   |                                                   |                                                   |                                                   |                                                |                                                |                                                |                                                |                                                |                                                |                                |                                |                                      |                                      |                                            |                                            |                                            |                                            |                                            |                                            |                                         |                                         |                                         |                                         |  |  |  |  |  |  |  |  |  |  |  |  |  |  |  |  |  |  |  |  |  |  |  |  |  |  |  |  |  |  |  |  |  |  |  |  |  |  |  |  |  |  |  |  |  |  |  |  |
|                               |                               |                               |                               | Frans II van Oostenrijk (1768-1835)      | Frans II van Oostenrijk (1768-1835)      | Frans II van Oostenrijk (1768-1835)      | Frans II van Oostenrijk (1768-1835)      | Frans II van Oostenrijk (1768-1835)      | Frans II van Oostenrijk (1768-1835)      |                                        |                                        |                                        |                                        |                                            |                                            | Maria Theresia van Bourbon-Sicilië (1772-1807) | Maria Theresia van Bourbon-Sicilië (1772-1807) | Maria Theresia van Bourbon-Sicilië (1772-1807) | Maria Theresia van Bourbon-Sicilië (1772-1807) | Maria Theresia van Bourbon-Sicilië (1772-1807) | Maria Theresia van Bourbon-Sicilië (1772-1807) |                                           |                                           |                                           |                                           |                                           |                                           |                                                   |                                                   |                                                   |                                                   | Maximiliaan I Jozef van Beieren (1756-1825)       | Maximiliaan I Jozef van Beieren (1756-1825)       | Maximiliaan I Jozef van Beieren (1756-1825)    | Maximiliaan I Jozef van Beieren (1756-1825)    | Maximiliaan I Jozef van Beieren (1756-1825)    | Maximiliaan I Jozef van Beieren (1756-1825)    |                                                |                                                |                                |                                |                                      |                                      | Caroline van Baden (1776-1841)             | Caroline van Baden (1776-1841)             | Caroline van Baden (1776-1841)             | Caroline van Baden (1776-1841)             | Caroline van Baden (1776-1841)             | Caroline van Baden (1776-1841)             |                                         |                                         |                                         |                                         |  |  |  |  |  |  |  |  |  |  |  |  |  |  |  |  |  |  |  |  |  |  |  |  |  |  |  |  |  |  |  |  |  |  |  |  |  |  |  |  |  |  |  |  |  |  |  |  |
|                               |                               |                               |                               | Frans II van Oostenrijk (1768-1835)      | Frans II van Oostenrijk (1768-1835)      | Frans II van Oostenrijk (1768-1835)      | Frans II van Oostenrijk (1768-1835)      | Frans II van Oostenrijk (1768-1835)      | Frans II van Oostenrijk (1768-1835)      |                                        |                                        |                                        |                                        |                                            |                                            | Maria Theresia van Bourbon-Sicilië (1772-1807) | Maria Theresia van Bourbon-Sicilië (1772-1807) | Maria Theresia van Bourbon-Sicilië (1772-1807) | Maria Theresia van Bourbon-Sicilië (1772-1807) | Maria Theresia van Bourbon-Sicilië (1772-1807) | Maria Theresia van Bourbon-Sicilië (1772-1807) |                                           |                                           |                                           |                                           |                                           |                                           |                                                   |                                                   |                                                   |                                                   | Maximiliaan I Jozef van Beieren (1756-1825)       | Maximiliaan I Jozef van Beieren (1756-1825)       | Maximiliaan I Jozef van Beieren (1756-1825)    | Maximiliaan I Jozef van Beieren (1756-1825)    | Maximiliaan I Jozef van Beieren (1756-1825)    | Maximiliaan I Jozef van Beieren (1756-1825)    |                                                |                                                |                                |                                |                                      |                                      | Caroline van Baden (1776-1841)             | Caroline van Baden (1776-1841)             | Caroline van Baden (1776-1841)             | Caroline van Baden (1776-1841)             | Caroline van Baden (1776-1841)             | Caroline van Baden (1776-1841)             |                                         |                                         |                                         |                                         |  |  |  |  |  |  |  |  |  |  |  |  |  |  |  |  |  |  |  |  |  |  |  |  |  |  |  |  |  |  |  |  |  |  |  |  |  |  |  |  |  |  |  |  |  |  |  |  |
|                               |                               |                               |                               |                                          |                                          |                                          |                                          |                                          |                                          | Frans Karel van Oostenrijk (1802-1878) | Frans Karel van Oostenrijk (1802-1878) | Frans Karel van Oostenrijk (1802-1878) | Frans Karel van Oostenrijk (1802-1878) | Frans Karel van Oostenrijk (1802-1878)     | Frans Karel van Oostenrijk (1802-1878)     |                                                |                                                |                                                |                                                |                                                |                                                |                                           |                                           |                                           |                                           |                                           |                                           |                                                   |                                                   |                                                   |                                                   |                                                   |                                                   |                                                |                                                |                                                |                                                | Sophie van Beieren (1805-1872)                 | Sophie van Beieren (1805-1872)                 | Sophie van Beieren (1805-1872) | Sophie van Beieren (1805-1872) | Sophie van Beieren (1805-1872)       | Sophie van Beieren (1805-1872)       |                                            |                                            |                                            |                                            |                                            |                                            |                                         |                                         |                                         |                                         |  |  |  |  |  |  |  |  |  |  |  |  |  |  |  |  |  |  |  |  |  |  |  |  |  |  |  |  |  |  |  |  |  |  |  |  |  |  |  |  |  |  |  |  |  |  |  |  |
|                               |                               |                               |                               |                                          |                                          |                                          |                                          |                                          |                                          | Frans Karel van Oostenrijk (1802-1878) | Frans Karel van Oostenrijk (1802-1878) | Frans Karel van Oostenrijk (1802-1878) | Frans Karel van Oostenrijk (1802-1878) | Frans Karel van Oostenrijk (1802-1878)     | Frans Karel van Oostenrijk (1802-1878)     |                                                |                                                |                                                |                                                |                                                |                                                |                                           |                                           |                                           |                                           |                                           |                                           |                                                   |                                                   |                                                   |                                                   |                                                   |                                                   |                                                |                                                |                                                |                                                | Sophie van Beieren (1805-1872)                 | Sophie van Beieren (1805-1872)                 | Sophie van Beieren (1805-1872) | Sophie van Beieren (1805-1872) | Sophie van Beieren (1805-1872)       | Sophie van Beieren (1805-1872)       |                                            |                                            |                                            |                                            |                                            |                                            |                                         |                                         |                                         |                                         |  |  |  |  |  |  |  |  |  |  |  |  |  |  |  |  |  |  |  |  |  |  |  |  |  |  |  |  |  |  |  |  |  |  |  |  |  |  |  |  |  |  |  |  |  |  |  |  |
|                               |                               |                               |                               |                                          |                                          |                                          |                                          |                                          |                                          |                                        |                                        |                                        |                                        |                                            |                                            |                                                |                                                |                                                |                                                |                                                |                                                |                                           |                                           |                                           |                                           |                                           |                                           |                                                   |                                                   |                                                   |                                                   |                                                   |                                                   |                                                |                                                |                                                |                                                |                                                |                                                |                                |                                |                                      |                                      |                                            |                                            |                                            |                                            |                                            |                                            |                                         |                                         |                                         |                                         |  |  |  |  |  |  |  |  |  |  |  |  |  |  |  |  |  |  |  |  |  |  |  |  |  |  |  |  |  |  |  |  |  |  |  |  |  |  |  |  |  |  |  |  |  |  |  |  |
|                               |                               |                               |                               |                                          |                                          |                                          |                                          |                                          |                                          |                                        |                                        |                                        |                                        |                                            |                                            |                                                |                                                |                                                |                                                |                                                |                                                |                                           |                                           |                                           |                                           |                                           |                                           |                                                   |                                                   |                                                   |                                                   |                                                   |                                                   |                                                |                                                |                                                |                                                |                                                |                                                |                                |                                |                                      |                                      |                                            |                                            |                                            |                                            |                                            |                                            |                                         |                                         |                                         |                                         |  |  |  |  |  |  |  |  |  |  |  |  |  |  |  |  |  |  |  |  |  |  |  |  |  |  |  |  |  |  |  |  |  |  |  |  |  |  |  |  |  |  |  |  |  |  |  |  |
|                               |                               |                               |                               | Frans Jozef I van Oostenrijk (1830-1916) | Frans Jozef I van Oostenrijk (1830-1916) | Frans Jozef I van Oostenrijk (1830-1916) | Frans Jozef I van Oostenrijk (1830-1916) | Frans Jozef I van Oostenrijk (1830-1916) | Frans Jozef I van Oostenrijk (1830-1916) |                                        |                                        |                                        |                                        | Maximiliaan van Mexico (1832-1867)         | Maximiliaan van Mexico (1832-1867)         | Maximiliaan van Mexico (1832-1867)             | Maximiliaan van Mexico (1832-1867)             | Maximiliaan van Mexico (1832-1867)             | Maximiliaan van Mexico (1832-1867)             |                                                |                                                |                                           |                                           | Karel Lodewijk van Oostenrijk (1833-1896) | Karel Lodewijk van Oostenrijk (1833-1896) | Karel Lodewijk van Oostenrijk (1833-1896) | Karel Lodewijk van Oostenrijk (1833-1896) | Karel Lodewijk van Oostenrijk (1833-1896)         | Karel Lodewijk van Oostenrijk (1833-1896)         |                                                   |                                                   |                                                   |                                                   | Maria Anna Carolina van Oostenrijk (1835-1840) | Maria Anna Carolina van Oostenrijk (1835-1840) | Maria Anna Carolina van Oostenrijk (1835-1840) | Maria Anna Carolina van Oostenrijk (1835-1840) | Maria Anna Carolina van Oostenrijk (1835-1840) | Maria Anna Carolina van Oostenrijk (1835-1840) |                                |                                |                                      |                                      | Lodewijk Victor van Oostenrijk (1842-1919) | Lodewijk Victor van Oostenrijk (1842-1919) | Lodewijk Victor van Oostenrijk (1842-1919) | Lodewijk Victor van Oostenrijk (1842-1919) | Lodewijk Victor van Oostenrijk (1842-1919) | Lodewijk Victor van Oostenrijk (1842-1919) |                                         |                                         |                                         |                                         |  |  |  |  |  |  |  |  |  |  |  |  |  |  |  |  |  |  |  |  |  |  |  |  |  |  |  |  |  |  |  |  |  |  |  |  |  |  |  |  |  |  |  |  |  |  |  |  |